# Callionymus curvispinis
Callionymus curvispinis là một loài cá biển thuộc chi Callionymus trong họ Cá đàn lia. Loài này được mô tả lần đầu tiên vào năm 1993.

## Danh pháp khoa học
Trong tiếng Latinh, curva có nghĩa là "cong" và spina có nghĩa là "gai, ngạnh", ám chỉ đến các ngạnh cong ở phần trước của nắp mang.

## Phân bố và môi trường sống
C. curvispinis có phạm vi phân bố ở Tây Bắc Thái Bình Dương. Loài này chỉ được biết đến ở xung quanh quần đảo Izu, Nhật Bản. C. curvispinis sống trên đáy cát (đôi khi xen lẫn đá sỏi cùng với các bụi rong tảo), được tìm thấy ở độ sâu từ 16 đến 18 m.

## Mô tả
Chiều dài tối đa được ghi nhận ở C. curvispinis là khoảng 4,5 cm. C. curvispinis là loài dị hình giới tính: gai vây lưng thứ nhất của cá đực vươn cao hơn so với cá mái, và vây đuôi của cá đực dài hơn so với cá mái. Màu sắc của các mẫu tiêu bản (cá đực và cá mái) được bảo quản trong rượu: Đầu và thân có màu nâu sáng; bụng trắng. Mắt có màu xám đậm. Vùng cổ họng ở cá đực có một đốm nâu; cá mái không có đốm này. Hai bên thân (ở phía dưới đường bên) có một hàng đốm màu nâu sẫm. Lưng có nhiều mảng đốm màu nâu sẫm. Vây lưng thứ nhất màu trắng với các chấm và sọc màu nâu đậm (cá đực); hoặc màu nâu sáng với các đốm nâu (cá mái). Vây lưng thứ hai trong mờ, có nhiều chấm nâu; cá đực có thêm các vệt nâu trên mỗi màng. Vây hậu môn trong mờ, có dải viền đen ở cá đực. Vây đuôi có các hàng đốm màu nâu sẫm. Vây ngực có nhiều chấm và đốm nâu sẫm.
Số gai ở vây lưng: 4; Số tia vây mềm ở vây lưng: 8; Số gai ở vây hậu môn: 0; Số tia vây mềm ở vây hậu môn: 7; Số tia vây mềm ở vây ngực: 17 - 19; Số gai ở vây bụng: 1; Số tia vây mềm ở vây bụng: 5.